# ケの日のケケケ
『ケの日のケケケ』（ケのひのケケケ）は、「特集ドラマ」として2024年3月26日にNHK総合・NHK BSプレミアム4Kで放送されたテレビドラマ。主演はテレビドラマ初主演の當真あみ。「第47回創作テレビドラマ大賞」受賞作で、脚本家の森野マッシュのデビュー作となる。
「感覚過敏」の1人の女子高生が、仲間とともに自分の居場所づくりをしようとする姿を描く。
タイトル『ケの日のケケケ』の「ケの日」は、冠婚葬祭などを行う「ハレの日」に対し、それ以外の日常の日を表し、普段の日に笑うよう努めましょう、というメッセージが込められている。

## あらすじ
片瀬あまねは東高校の新入生の女子。感覚過敏で特に聴覚、視覚、味覚が過敏なため、あまねの生きる世界は刺々しく騒々しくて、過剰にまぶしい。
あまねの高校は、部活への入部が校則によって義務付けられているが、感覚過敏のあまねにとっては部活に参加することは苦痛を伴い困難である。
校則は守らなければならないが、既存の部活には入れないあまねは同級生の進藤琥太郎も部活に入りたくないという思いであると知り、ふたりで人生を休憩したい人のための同好会、「ケケケ同好会」を新しく設立しようとする。

## キャスト

### 主要人物
片瀬あまね（かたせ あまね）〈15〉
演 - 當真あみ
高校生。感覚過敏の女子。自身が原因で父が家を捨てた過去を持ち、新しく父となる龍とも同じ事になるのではと恐れている。
学校を先生も生徒も笑って過ごせる場所にするために、自らが生徒会長となり、部活強制の校則を廃止しようとする。
進藤琥太郎（しんどう こたろう）
演 - 奥平大兼
同級生。中学時代はハードルの名選手で高校でも活躍していたが、自らが壊れないようにと突然陸上をやめてしまう。
あまねの理解者となり、自分も入りたいとご機嫌同好会（ケケケ同好会）を提案し、設立に向けて一緒に頑張っている。

### 東高校
あまねたちの通う高校。
皆見樹李（みなみ じゅり）
演 - 小宮山莉渚
あまねと琥太郎の一つ上の先輩。琥太郎の中学時代の陸上部の先輩でもあるが、現在は靱帯を痛めて引退している。
自身が生徒会長の時にケケケ同好会を不承認としたが、あまねには生徒会に入れば部活動のことはうるさく言わないとも伝えている。
佐野一輝（さの かずき）
演 - 望月歩
あまねが高1の時の3年生で生徒会長。自身が入会したこともあり、ケケケ同好会が生徒会から活動承認されている。
松木香織（まつき かおり）
演 - 中井友望
病気の母の介護のため学校に来れない。あまねとはチャットを通じて友情を育む。同好会に入会する。
柴田キコ（しばた キコ）
演 - 伊礼姫奈
あまねのクラスメイト。自由な精神を持つ。あまねや琥太郎の考え方に惹きつけられ、同好会に入会し応援する。
和泉斧助
演 - 岡山天音
司書教諭。ケケケ同好会の顧問となる。
三富幸子
演 - 山田キヌヲ
あまねの担任。校則に厳しい。
太田
演 - 江口シオン
木谷なつき
演 - 佐藤菜月海
坂口修司
演 - りきまる
望月千晴
演 - 鈴野いおり
生徒会選挙・演説会の司会。
上野美香
演 - 水瀬咲希
山口晃子
演 - 谷口華音
その他生徒
演 - 見城裕隆、吉田拓夢、大室歩夢、市岡直也、佐藤和太、タフブレット聖也、都賀久展、岩崎瑛太郎、内藤夏輝、中村陸、西村悠里、横山賢太郎、池上菜穂、六代咲瑛、小野百合子、梅津沙吏、岡田笑佳、岸野愛美里、西村光柚子、山本陽彩、吉井紅、有馬麦

### あまねの家族・関係者
片瀬響子
演 - 尾野真千子
あまねの母。母親らしくない性格だが、あまねからはそのままでいてほしいと言われている。
樋口龍
演 - 板橋駿谷
響子の恋人→家族となる。あまねを理解しようと頑張るが空回りすることが多い。

## スタッフ
- 作 - 森野マッシュ[2]
- 音楽 - Ryu Matsuyama[1]
- 演出 - 堀切園健太郎（NHKエンタープライズ)[16]
- 感覚過敏監修 - 加藤路瑛[3][17]、黒川駿哉[18]
- プロデューサー - 樋渡典英、鹿島悠
- 制作統括 - 落合将（NHKエンタープライズ）、遠藤理史（NHK）[16]
- 制作 - NHKエンタープライズ
- 制作・著作 - NHK